# Marattia cicutifolia
Marattia cicutifolia là một loài dương xỉ trong họ Marattiaceae. Loài này được Kaulf. mô tả khoa học đầu tiên năm 1824.